# 히로오카역
히로오카역(일본어: 広丘駅)은 일본 나가노현 시오지리시에 있는, 동일본 여객철도의 철도역이다. 시노노이 선이 지나간다.

## 역 구조
상대식 2면 2선 구조의 지상역이다. 역사는 선상 구조이다. 시오지리역이 관리하며, 역 업무는 나가노 개발이 대신 하고 있다. 자동발권기, 초록 창구(오전 7시 20분 ~ 오후 5시 45분)를 영업하고 있다.

### 승강장
| 1 | ■ 시노노이선 | 마쓰모토 · 시노노이 · 나가노 방면                         |
| 2 | ■ 시노노이선 | 시오지리 · 다쓰노 · 나카쓰가와 · 오카야 · 고부치자와 방면 |

## 역세권 정보
- 국도 제19호선

## 역사
- 1933년 7월 10일 - 일본국유철도 시노노이 선의 시오지리 역과 무라이 역 사이에 새로이 개업하였다.
- 1987년 4월 1일 - 민영화에 따라 동일본 여객철도의 소속이 되었다.

## 화랑

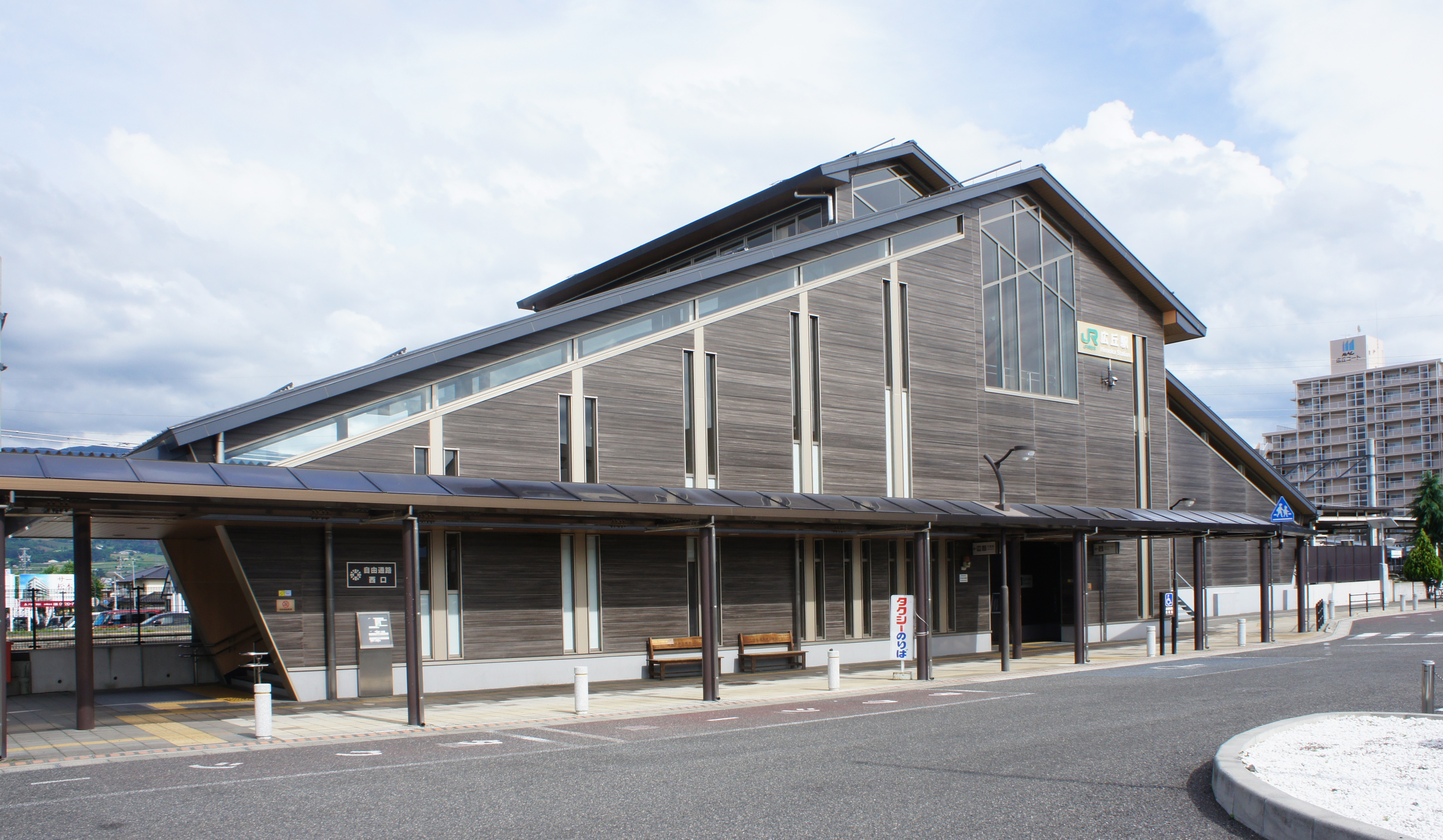
서쪽 역사(2021년 7월 3일)
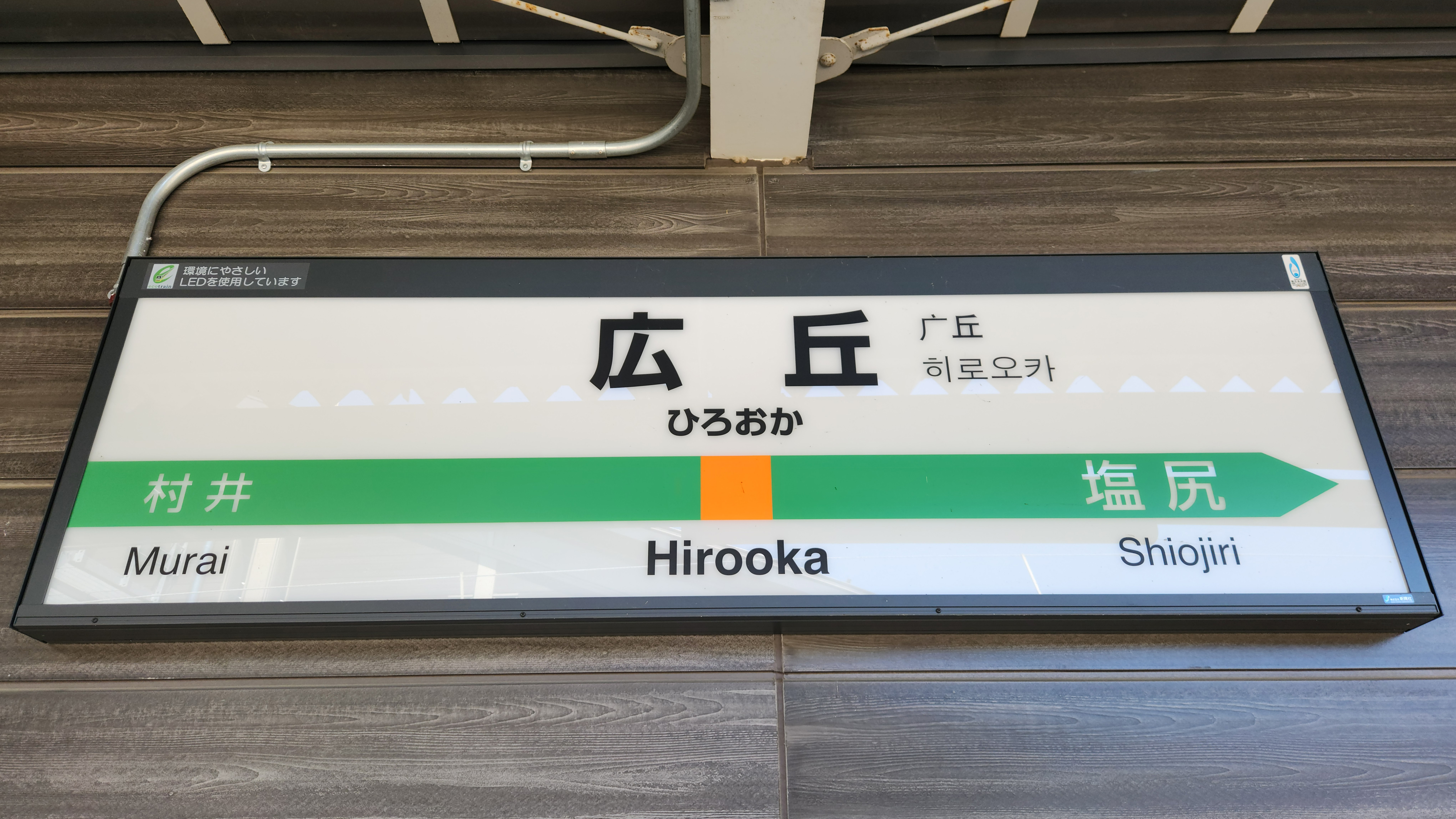
역명판(2024년 8월 11일)

## 인접역
| 동일본 여객철도 시노노이선        | 동일본 여객철도 시노노이선 | 동일본 여객철도 시노노이선 |
| --------------------------------- | -------------------------- | -------------------------- |
| 시오지리 다카오 · 나카쓰가와 방면 | ■ 보통                     | 무라이 마쓰모토 방면       |